# Liste der Wappen in der Provinz Barletta-Andria-Trani
Liste der Wappen in der Provinz Barletta-Andria-Trani beinhaltet alle in der Wikipedia gelisteten Wappen der Provinz Barletta-Andria-Trani in der Region Apulien in Italien. In dieser Liste werden die Wappen mit dem Gemeindelink angezeigt.

## Wappen der Provinz Barletta-Andria-Trani

Provinz Barletta-Andria-Trani
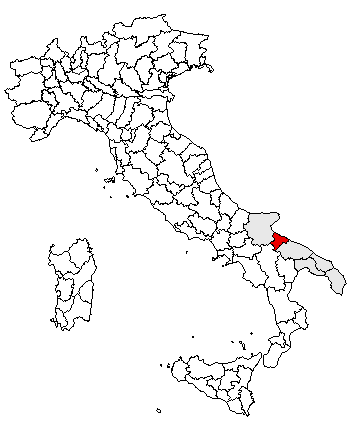
Lage in Italien

## Wappen der Gemeinden der Provinz Barletta-Andria-Trani

Andria
Barletta
Canosa di Puglia
Margherita di Savoia
Minervino Murge
San Ferdinando di Puglia
Spinazzola
Trani
Trinitapoli